# Bahnhof Saint-Gervais-les-Bains-Le Fayet

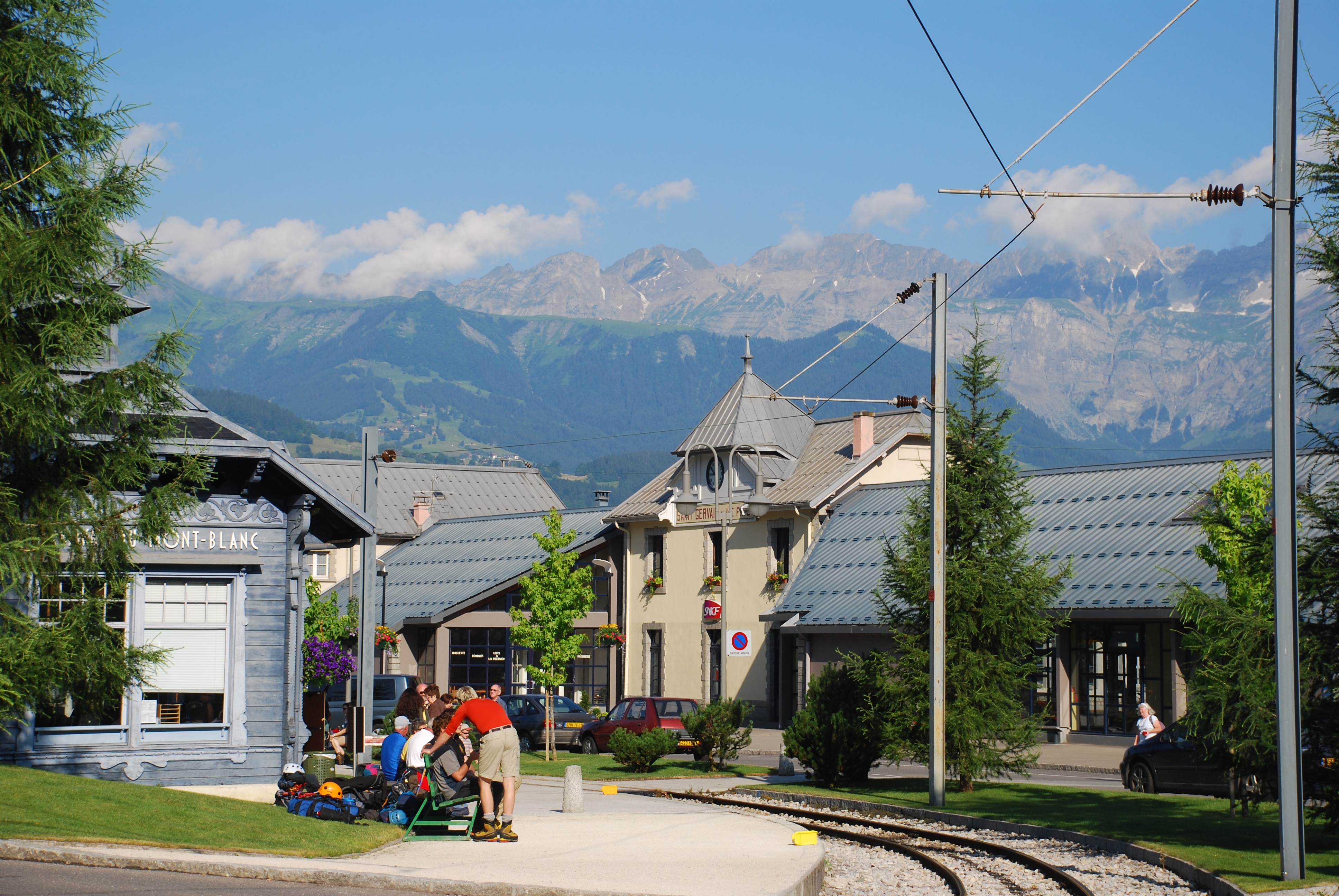
Bahnhofsvorplatz mit Station des Tramway du Mont-Blanc

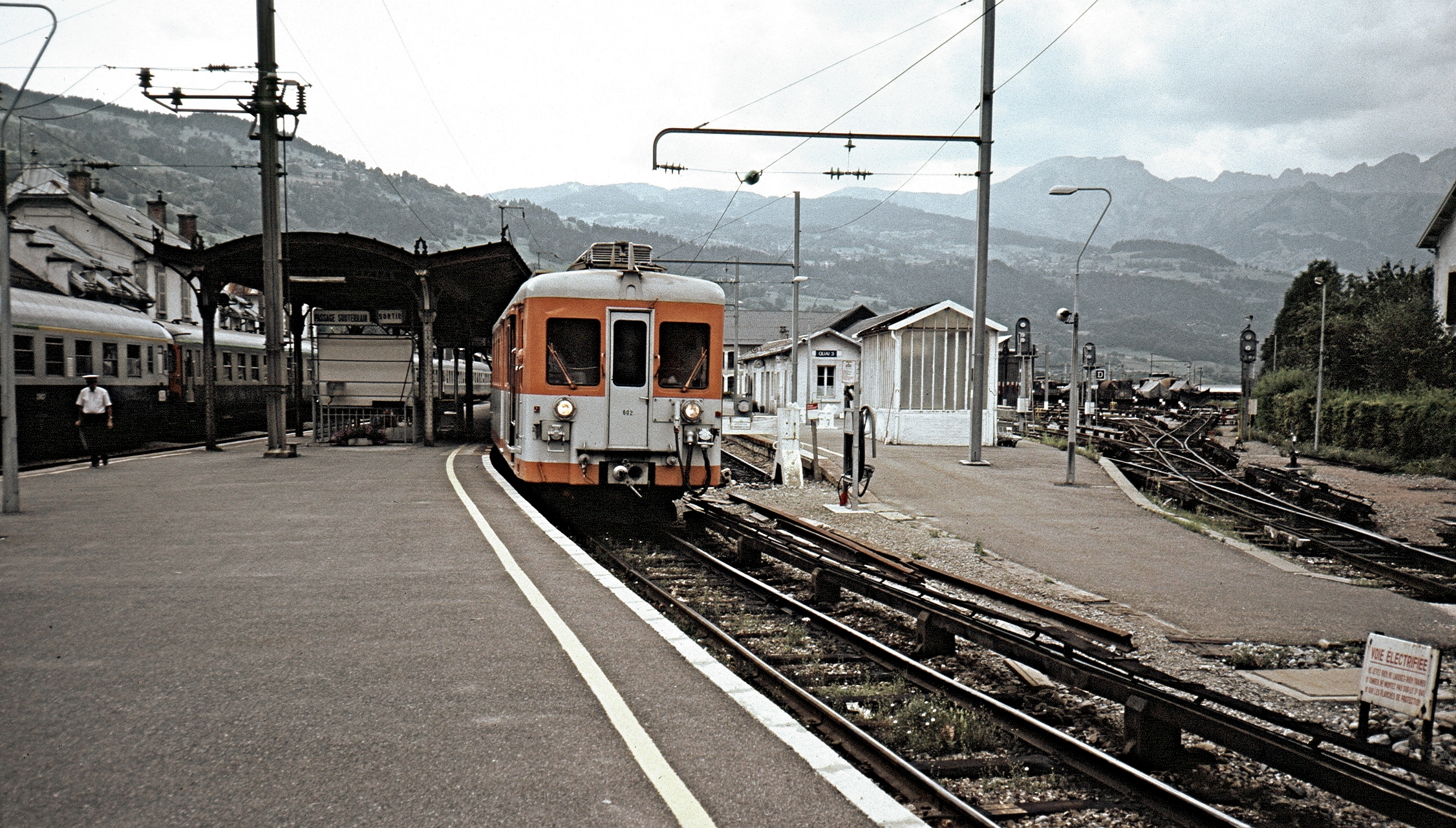
Gleisseite: links Regelspur, rechts Schmalspur, im Hintergrund Depot und Werkstatt, 1986

Der Gemeinschaftsbahnhof Saint-Gervais-les-Bains-Le Fayet befindet sich in Le Fayet, einem Ort in der Gemeinde Saint-Gervais-les-Bains. Er ist Anfangs- bzw. Endbahnhof zweier Bahnstrecken: der regelspurigen Bahnstrecke La Roche-sur-Foron–Saint-Gervais und der Schmalspurbahn Saint-Gervais–Chamonix–Vallorcine, die in ihrer Verlängerung als Martigny-Châtelard-Bahn bis in die Schweizer Stadt Martigny führt. Auf dem Bahnhofsvorplatz beginnt zudem die Bergbahn Tramway du Mont-Blanc, eine Zahnradbahn auf den 2362 Meter hoch gelegenen Aussichtspunkt Nid d’Aigle.

## Lage
Die Gemeinde Saint-Gervais-les-Bains gehört zum Département Haute-Savoie in der Region Rhône-Alpes. Der Bahnhof liegt auf 581 Meter Höhe (Pegel Marseille) am Fuß der Mont-Blanc-Gruppe im Tal der Arve, einem Nebenfluss der Rhone.

## Geschichte
Nachdem zum Ende des 19. Jahrhunderts die wichtigsten Bahnstrecken in Frankreich gebaut worden waren, wurden weitere Bahnstrecken nach dem Plan Freycinet realisiert. Die Bahnstrecke La Roche-sur-Foron–Saint-Gervais wurde von der Compagnie des chemins de fer de Paris à Lyon et à la Méditerranée (PLM) gebaut. Der Regelspurbahnhof und das Empfangsgebäude in Le Fayet wurden 1898 errichtet.
1901 wurde, ebenfalls von der PLM, die meterspurige Strecke über Chamonix nach Vallorcine in Betrieb genommen. In Le Fayet entstanden das Depot und die Werkstätten dieser Schmalspurbahn.
Der erste Abschnitt des, ebenfalls meterspurigen, Tramway du Mont-Blanc wurde, von der Talstation nahe dem Bahnhof Le Fayet ausgehend, im Jahr 1909 eröffnet.

## Betrieb

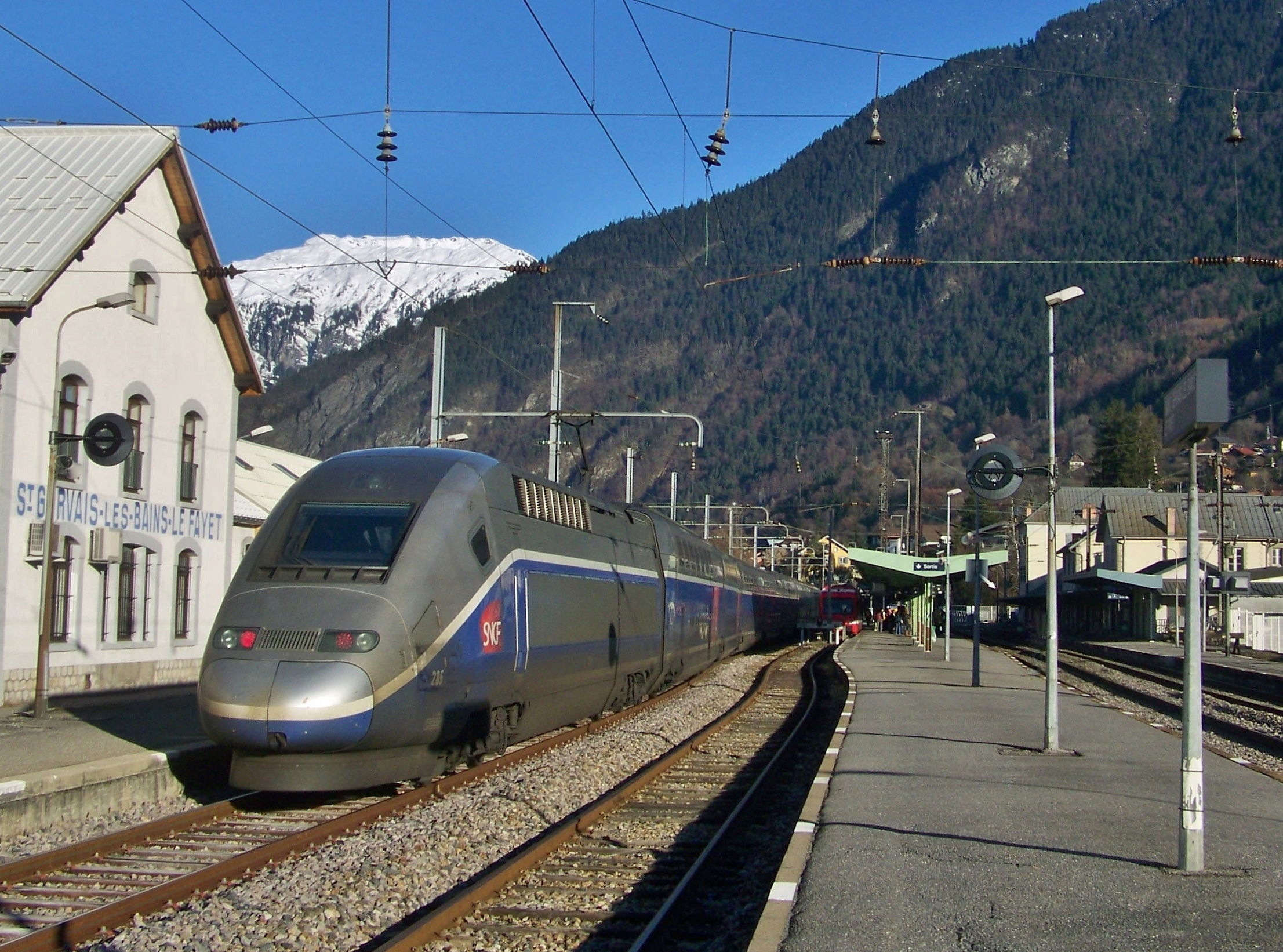
TGV Duplex in Le Fayet

Betreiber des Bahnhofs sowie beider Bahnstrecken ist die Société nationale des chemins de fer français (SNCF). Auf den Regelspurgleisen wird er von Trains à grande vitesse (TGV), Intercités und TER-Nahverkehrszügen der Léman-Express-Linie L 3  angefahren.
Schmalspurzüge der SNCF und der Schweizer Martigny-Châtelard-Bahn verkehren als Mont-Blanc Express durchgehend bis Martigny. Weitere französische Züge enden bereits in den Zwischenbahnhöfen von Vallorcine, Argentière und Chamonix. Bis in die 1990er-Jahre gab es keine durchgehenden Reisezüge nach Martigny, im knapp hinter der Schweizer Grenze gelegenen Le Châtelard-Frontière musste umgestiegen werden.